# 何韶衡
何韶衡(1957—)，中国四川省三台县人，教授，过敏学领域专家，研究方向为过敏性疾病发病机制等，发表论文数百篇，承担中国国家自然科学基金等多个重点项目，获得数十项发明专利，出版多本过敏学领域专著，中国教育部第四批“长江学者”特聘教授。

## 生平
1999年曾在南安普顿大学担任研究员等，现任锦州医科大学转化医学研究院院长。